# Oviedo (Florida)
Oviedo es una ciudad ubicada en el condado de Seminole en el estado estadounidense de Florida. En el Censo de 2010 tenía una población de 33.342 habitantes y una densidad poblacional de 830,38 personas por km².

## Geografía
Oviedo se encuentra ubicada en las coordenadas 28°39′43″N 81°11′14″O / 28.66194, -81.18722. Según la Oficina del Censo de los Estados Unidos, Oviedo tiene una superficie total de 40.15 km², de la cual 39.39 km² corresponden a tierra firme y (1.9%) 0.76 km² es agua.

## Demografía
Según el censo de 2010, había 33.342 personas residiendo en Oviedo. La densidad de población era de 830,38 hab./km². De los 33.342 habitantes, Oviedo estaba compuesto por el 81.86% blancos, el 8.62% eran afroamericanos, el 0.2% eran amerindios, el 3.78% eran asiáticos, el 0.03% eran isleños del Pacífico, el 2.76% eran de otras razas y el 2.75% pertenecían a dos o más razas. Del total de la población el 16.32% eran hispanos o latinos de cualquier raza.

## Escuelas
Las escuelas de la ciudad de Oviedo son parte de las Escuelas Públicas del Condado de Seminole. Oviedo tiene seis escuelas públicas elementales (K-5), dos escuelas públicas de estudios medios (6-8), y dos escuelas secundarias públicas (9-12). La ciudad de Oviedo también acoge una rama de la Universidad Estatal Seminole de Florida y colinda con el campus de la Universidad de Florida Central, ubicado en la vecina Orlando.

### Escuelas primarias (elementales)
- Carillon Elementary
- John Evans Elementary
- Lawton Elementary
- Marguerite Partin Elementary
- Douglas Stenstrom Elementary
- Joan Walker Elementary (está en las inmediaciones de Chuluota)

### Escuelas medias
- Jackson Heights Middle School
- Lawton Chiles Middle School
- Tuskawilla Middle School

### Escuelas secundarias
- Oviedo High School
- Paul J. Hagerty High School

### Escuelas privadas
- Double R Private School
- The Master's Academy
- St. Luke's Lutheran School
- Trinity Preparatory School
- Tuskawilla/Twin Rivers Montessori Academy
- First Years Preschool & Kindergarten

## Publicaciones locales
The Oviedo Citizen es una página en línea que ha estado cubriendo las noticias de Oviedo desde agosto del 2008.  The Seminole Voice y The Seminole Chronicle son periódicos del Condado de Seminole, con apartados de Winter Springs, Oviedo, y Chuluota, áreas del condado. Por último, The Oviedo Voice ha servido a Oviedo durante años.

## Publicaciones nacionales
Oviedo quedó en el puesto #100 en los 100 mejores lugares para vivir de CNN Money Magazine (2009).

## Supermercado de Oviedo
En Oviedo se encuentra el Oviedo Marketplace Mall, que abrió en 1998. El centro está dividido en tres grandes almacenes, que son Dillard's, Sears y Macy's. Hay una zona de restaurantes, como el Chick-fil-A, Subway, Sarku Japan, y el nuevo Sbarro Pizza. El centro ha sufrido debido a la proximidad de los supermercados de Orlando, como el Waterford Lakes y The Mall at Millenia, con lo cual ha perdido muchos clientes, de manera que hoy en día es normal ver el antiguo centro con pocos compradores. Además, Gap, Gap Kids, KB Toys, la zona de restaurantes, y American Eagle han cerrado y Foot Locker ha condensado su megatienda Foot Locker/Kids Foot Locker y Women's Foot Locker, en una pequeña tienda. Por el contrario, Regal Cinemas 22 goza en su mayoría de cines repletos de gente. 

### Anclas
- Barnes & Noble (10,000 ft²)
- Bed Bath & Beyond (47,000 ft²)
- Dillard's (204,000 ft²)
- Macy's (191,000 ft²)
- Regal Cinemas-22 Screens (100,000 ft²)
- Sears (123,000 ft²)

## Hospital de Oviedo y desarrollo
La ciudad de Oviedo planea el desarrollo de un nuevo centro al sur del actual viejo centro, a lo largo de Oviedo boulevard. La nueva parte de la ciudad tendrá varios usos, como hogares de todo tipo (apartamentos, chalets...), restaurantes, tiendas, y un anfiteatro.
Se comenzó la construcción en el primer trimestre de 2007. La construcción se ha estancado, y se busca nuevos compradores o socios para ayudar a finalizar el inmenso proyecto. Que incluye residencias, oficinas, una nueva biblioteca, un anfiteatro y más. 
Un nuevo hospital se ha retrasado en los últimos años, pero los desarrolladores han escogido dos posibles ubicaciones dentro de los límites de la ciudad de Oviedo, y la construcción debería comenzar en un futuro próximo.
En Oviedo también se encuentran los siguientes lugares: Whispering Woods, Aloma Woods, Remington Park, Sanctuary, Riverside, Twin Rivers, y Bear Creek. También tiene las siguientes subdivisiones: Oviedo Forest, Providence, Clayton's Crossing, Stratford Green y Live Oak.

## Pollos

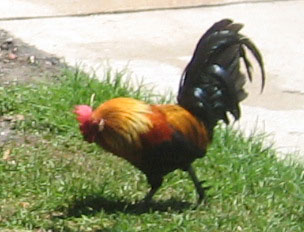
Un gallo en las proximidades del Restaurante Popeye's Chicken.

Oviedo es conocida por la población de pollos que rondan la ciudad (irónicamente) cerca del restaurante "Popeye's Chicken". Hay muchos de ellos vagando por la zona y causando paradas en el tráfico cuando cruzan la carretera. Los pollos han aparecido en las camisetas y tazas de Oviedo, además de en un póster conmemorativo de un festival anual, "A Taste of Oviedo". 
Al contrario de lo que piensa mucha gente, no hay leyes o estatutos específicos referidos a los pollos, ni a favor ni en contra de ellos, algo que últimamente algunos residentes quieren ver, debido al peligro que suponen para el tráfico en el centro de la ciudad. Sin embargo, para otros, los pollos añaden diversión cuando comes en el cercano restaurante Townhouse, otro supermercado de Oviedo, y le proporcionan a Oviedo un toque único que ninguna de las ciudades vecinas tienen.
Los pollos son los protagonistas de un pequeño documental que participó en el festival de cine de Florida en 2009.

## Eventos
En Oviedo se celebran eventos anuales como el Taste of Oviedo, el Whale of a Sale, el Great Day in the Country, el 4 de julio, y el Oktoberfest.
La cámara regional de comercio del Oviedo-Winter Springs realiza eventos anuales como Kidstravaganza, Home and Hurricane Expo, Winter Springs Festival of the Arts, y algunos más. Visita su página oficial para más información.

## Fenómenos meteorológicos

### Temporada de huracanes de 2004
En agosto de 2004, el noroeste del huracán Charley pasó directamente sobre Oviedo cuando todavía era un huracán de categoría 2. Más de la mitad de la ciudad, así como gran parte del área cercana a la ciudad estuvieron sin electricidad de 5 a 7 días. No hubo escuela en todo el condado durante una semana. Llegó a haber árboles derribados que destruyeron casas. La peor parte se la llevó Palm Valley, una comunidad de casas móviles a menos de una milla de la Universidad de Florida Central. El daño que provocó el huracán es considerado el mayor en la historia del condado de Seminole. Apenas un mes más tarde, los huracanes Frances y Jeanne volvieron a causar daños y pérdidas de la electricidad, pero no llegaron a ser tan destructivos como el huracán Charley.

### 2 de febrero de 2007 Tornados
Después de los tornados del centro de Florida del 2 de febrero de 2007, se instaló un sistema de alerta antitornados en Oviedo. El sistema consta de la señal federal 2001S. Durante una alerta de tornado, suena fuertemente durante tres minutos. Las sirenas se ponen a prueba durante un corto período el primer sábado de cada mes (y sólo si está despejado, para no alarmar a los residentes).

### Tormentas tropicales
Fay estuvo durante días sobre Oviedo, generando grandes vientos, lluvias intensas y los caminos inundados.